# Quận Camden, Missouri
Quận Camden là một quận thuộc tiểu bang Missouri, Hoa Kỳ. Theo điều tra dân số năm 2000 của Cục điều tra dân số Hoa Kỳ, quận có dân số 37.051  người 2. Quận lỵ đóng ở Camdenton 6

## Địa lý
Theo Cục điều tra dân số Hoa Kỳ, quận có tổng diện tích 709 dặm vuông Anh (1.836,3 km2), trong đó có 54 dặm vuông Anh (139,9 km2) là diện tích mặt nước.

### Quận giáp ranh
- Quận Morgan  (bắc)
- Quận Miller  (đông bắc)
- Quận Pulaski  (đông)
- Quận Laclede  (đông nam)
- Quận Dallas  (tây nam)
- Quận Hickory  (tây)
- Quận Benton  (tây bắc)

## Thông tin nhân khẩu
Theo điều tra dân số 2 năm 2000, quận đã có dân số 37.051 người, 15.779 hộ gia đình, và 11.297 gia đình sống trong quận hạt. Mật độ dân số là 57 người trên một dặm vuông (22/kmТВ). Có 33.470 đơn vị nhà ở mật độ trung bình của 51 trên một dặm vuông (20/kmТВ). Cơ cấu dân tộc của cư dân sinh sống ở quận này bao gồm 97,68% người da trắng, 0,26% da đen hay Mỹ gốc Phi, 0,49% người Mỹ bản xứ, 0,29% châu Á, Thái Bình Dương 0,04%, 0,22% từ các chủng tộc khác, và 1,03% từ hai hoặc nhiều chủng tộc. 0,93% dân số là người Hispanic hay Latino thuộc một chủng tộc nào.
Có 15.779 hộ, trong đó 23,80% có trẻ em dưới 18 tuổi sống chung với họ, 61,80% là đôi vợ chồng sống với nhau, 6,60% có một chủ hộ nữ và không có chồng, và 28,40% là không lập gia đình. 23,30% hộ gia đình đã được tạo ra từ các cá nhân và 9,50% có người sống một mình 65 tuổi hoặc cao tuổi hơn. Cỡ hộ trung bình là 2,31 và cỡ gia đình trung bình là 2,68.
Trong quận này cơ cấu độ tuổi dân cư bao gồm 20,30% dưới độ tuổi 18, 6,10% 18-24, 23,30% 25-44, 31,40% từ 45 đến 64, và 19,00% từ 65 tuổi trở lên. Độ tuổi trung bình là 45 năm. Đối với mỗi 100 nữ có 100,00 nam giới. Đối với mỗi 100 nữ 18 tuổi trở lên, đã có 97,50 nam giới.
Thu nhập trung bình cho một hộ gia đình trong đã đạt mức USD 35.840, và thu nhập trung bình cho một gia đình là USD 40.695. Phái nam có thu nhập trung bình USD 28.020 so với 20.825 USD của phái nữ. Thu nhập bình quân đầu người là 20.197 USD. Có 8,00% gia đình và 11,40% dân số sống dưới mức nghèo khổ, bao gồm 17,00% những người dưới 18 tuổi và 7,70% của những người 65 tuổi hoặc hơn.